# C W Jonssons manufaktur

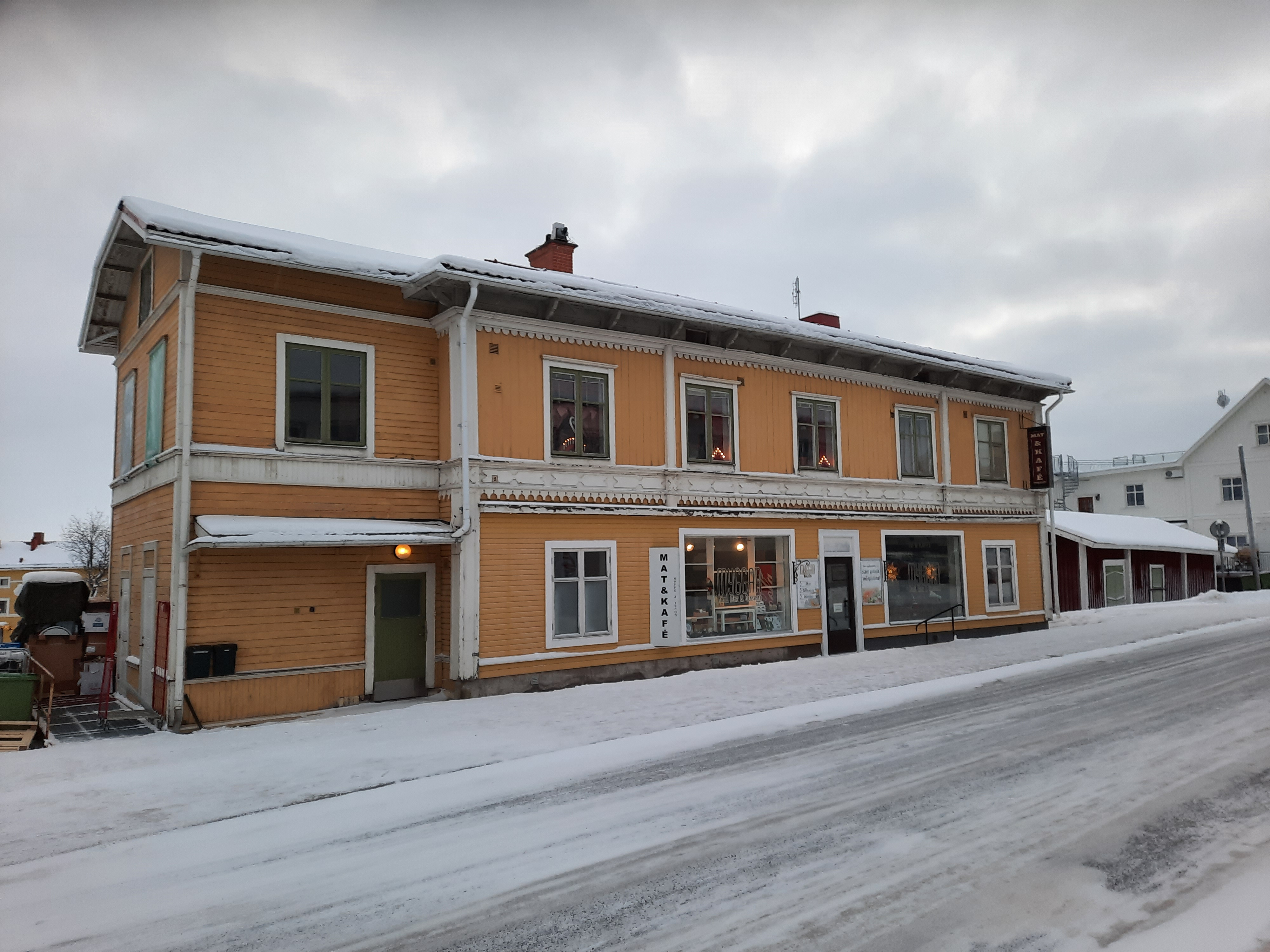
Myggan, f.d Kalle Jonssons affär i Kalix 2021.

C W Jonssons manufaktur, även kallat Jonssons, var ett företag i centrala Kalix grundad år 1905 och som fanns till år 2007. Grundaren var Carl Wictor Jonsson(1875-1917) från Markaryd i Småland. Några månader efter att han dog i tuberkulos föddes deras son som fick samma namn som sin far. Den senare byggnaden där affären huserade har kommit att kallas för Jonssons, eller Jonssons hus och kallas det än idag. En miniatyr av det huset står idag nere på Strandängarna i Kalix, vid Kalix lilla trästad.  

## Den ursprungliga affären

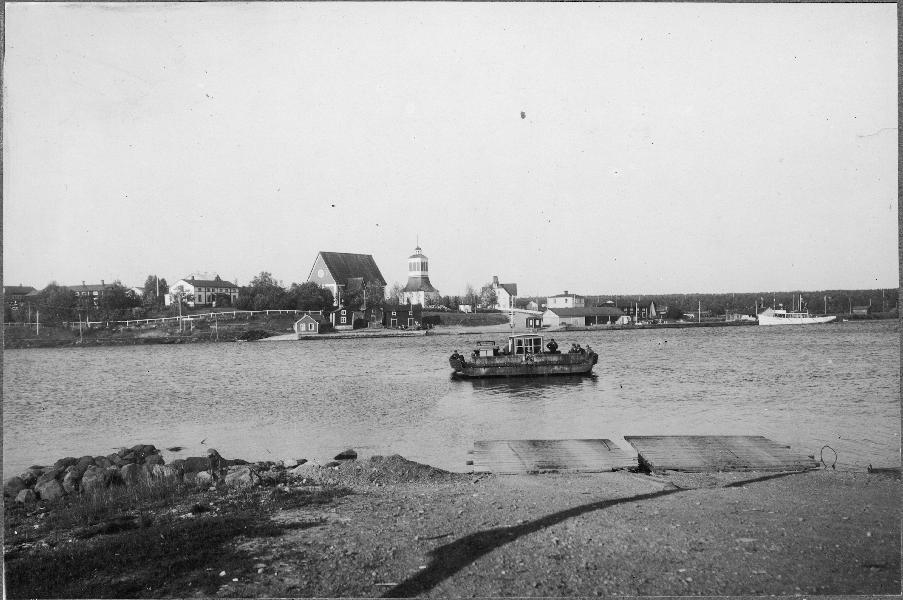
Kalix kyrka till vänster. Jonssons bostadshus, byggt cirka 1910 nära färjestället med tillhörande affärslänga syns som andra huset till höger på andra sidan Kalixälven år 1926.

Den ursprungliga affären fanns nere vid Kalix hamn och färjeställe. Hustrun Hemera Jonsson (1878-1958) tog över verksamheten och drev den ensam efter Carl Wictors död år 1917 tills sonen kunde hjälpa till, och år 1941 flyttade verksamheten upp till Köpmannagatan, dåvarande Storgatan, där det dåvarande apoteket hade funnits.   

## Affären på Köpmannagatan
Sonen Carl Viktor Jonsson (1917-2007), känd som Kalle Jonsson, hade började arbeta i affären när han var tillräckligt gammal. Modern Hemera gick bort år 1958, och han kom att driva affären ändå fram till just före sin död, år 2007.  

## Historik i huset efter släkten Jonsson
Sedan maj 2007 finns kaféet Myggan här. Kaféet har fotografier från tiden då Jonssons drev butiken och flera av diskarna som finns där idag är från familjen Jonssons tid.  

## Jonssonshusets ursprungliga historia
Innan släkten Jonsson kom till detta hus så fanns ortens apotek i denna byggnad sedan år 1883. A. M. Holmstrand var apotekare i Kalix åren 1877-1892. När Axel Häggströms nybyggda fastighet mittemot Grodparken var färdigbygd år 1940 så flyttade apoteket dit. 